# إليزابيث أميرة الدنمارك
إليزابيث أميرة الدنمارك (بالدنماركية: Elisabeth Caroline-Mathilde Alexandrine Helena Olga Thyra Feodora Estrid Margrethe Désirée)‏ (8 مايو 1935 - 19 يونيو 2018) هي ابنة الأمير كنود أمير الدنمارك وكارولين أميرة الدنمارك.